# La Chapelle-aux-Lys
La Chapelle-aux-Lys is een plaats en voormalige gemeente in het Franse departement Vendée in de regio Pays de la Loire en telt 250 inwoners (2004). De plaats maakt deel uit van het arrondissement Fontenay-le-Comte.

## Geschiedenis
La Chapelle-aux-Lys is op 1 januari 2023 gefuseerd met de gemeenten Breuil-Barret en La Tardière tot de commune nouvelle Terval.

## Geografie
De oppervlakte van La Chapelle-aux-Lys bedraagt 10,7 km², de bevolkingsdichtheid is 23,4 inwoners per km².
De onderstaande kaart toont de ligging van La Chapelle-aux-Lys met de belangrijkste infrastructuur en aangrenzende gemeenten.

## Demografie
Onderstaande figuur toont het verloop van het inwonertal.
Breuil-Barret · La Chapelle-aux-Lys · La Tardière